# Mansourasaurus shahinae
Mansourasaurus ("Thằn lằn Mansoura") là một chi khủng long chân thằn lằn ăn cỏ lithostrotia được tìm thấy ở thành hệ Quseir của Ai Cập. Loài điển hình và là loài duy nhất là Mansourasaurus shahinae.
Việc phát hiện ra Mansourasaurus được coi là khá quan trọng bởi các nhà cổ sinh vật học, bởi vì rất ít khủng long chân thằn lằn Creta muộn vẫn còn được tìm thấy ở châu Phi, nơi các lớp đá vẫn còn lưu giữ ở nơi khác và tạo ra các hóa thạch giàu có thường không được tìm thấy ở gần hoặc gần mặt đất.

## Phát hiện và đặt tên
Hesham Sallam, nhà cổ sinh vật học tại Đại học Mansoura, cùng với một nhóm sinh viên đã phát hiện ra bộ xương khủng long chân thằn lằn trong ốc đảo Dakhla ở sa mạc phía Tây Ai Cập.
Dựa vào phát hiện này, loài Mansourasaurus shahinae được đặt tên và mô tả vào tháng 1 năm 2018 bởi Hesham M. Sallam, Eric Gorscak, Patrick O'Connor, Iman A. El-Dawoudi, Sanaa El-Sayed, Sara Saber, Mahmoud A. Kora, Joseph JW Sertich, Erik R. Seiffert và Matthew C. Lamanna. Tên gọi chung là Đại học Mansoura. tên cụ thể tôn vinh Mona Shahin, một trong những người sáng lập của Trung tâm Cổ sinh học Đại học Mansoura.
Mẫu Mansourasaurus được mô tả năm 2018 là mẫu gốc của nó, MUVP 200, được phát hiện trong một lớp của Thành hệ Quseir có niên đại từ Campania. Nó bao gồm một bộ xương có xương sọ và hàm dưới. Nó chứa một phần của mái hộp sọ, một phần của bộ não thấp hơn, hàm răng hàm dưới, xương sống cổ ba, hai đốt sống lưng, tám xương sườn, xương sống bên phải, bên phải xương hàm, cả xương hàm, bán kính, metacarpal, ba metatarsal, và một phần của osteoderms. Bộ xương được tìm thấy trên một bề mặt của bốn ba mét. Nó không được nói rõ. Các tác giả kết luận rằng holotype là mẫu vật vị thành niên, bởi vì xương của đai lưng của nó chưa kết hợp. Một ulna, mẫu MUVP 201, được tìm thấy ở khoảng cách 20 mét từ bộ xương, đã không được gọi đến loài vì nó có vẻ hơi quá lớn đối với cá thể hòn đảo và một mối liên hệ chung với loài không thể được chứng minh.

## Mô tả
Cá thể nguyên mẫu không hoàn toàn trưởng thành dài khoảng 8-10 mét (26-33 ft). Nó có thể nặng khoảng 5.000 kg, xấp xỉ bằng loài voi châu Phi.